# オーヴィル・ブラウン
オーヴィル・ブラウン（Orville Brown、1908年3月10日 - 1981年1月24日）はカンザス州シャロン生まれの元プロレスラー、プロモーター。1948年に初代NWA世界ヘビー級王者に認定された。1949年11月の自動車事故による負傷でプロレスから引退した。

## 来歴

### 幼少期
オーヴィル・ブラウンは1908年3月10日、まだ西部開拓時代を色濃く残すカンザス州のシャロンの農場で生まれ、5人兄弟の末っ子として育った。オーヴィルの生まれた2週間後には父親が行方不明になり、1919年、オーヴィルが11歳の時に母親も死去。カウボーイとしてロデオの大会で実績を作りながら、農場で働き家計を支えた。家計上の理由で高校には1年間通ったのみであった。
1927年には結婚し、1929年に一子をもうける。1930年、折からの世界恐慌でオーヴィルはトウモロコシの皮むきの仕事をし、収穫後にはカンザス州ウォーレスで鍛冶工の仕事に就く。

### 中西部時代
1931年初め、オーヴィルは地元のレスラーのマネージャー兼トレーナーであったアーネスト・ブラウンに出会った。ブラウンはオーヴィルにレスラーとしての才能を認め、その後オーヴィルは、朝にはランニングをし、日中は鍛冶工をして晩にはウォーレス高校で練習をする日々を過ごした。
当時のカンザス、アイオワ、ネブラスカなど中西部の一部では、プロのシューターを支援する独特のレスリングとギャンブルの文化が残っていた。ほとんどの若い農民は毎週日曜日、教会に行った後やカーニバル、フェアで集まり、シュート・レスリングのイベントを企画し、参加した。そんな中、オーヴィルは1931年10月にデビューし、その後71か72連勝したと言われるが、記録としては今日残っていない。当時のオーヴィルの相手は地元の農家や町一番の腕自慢というレベルであった。
オーヴィル・ブラウンは、ジム・ロンドスやエド・ストラングラー・ルイスといった元世界ヘビー級チャンピオンらとの試合で、多くの人々に彼のレスリング技術の強い印象を与えた。彼はのちにカンザスヘビー級王座を勝ち取った。オーヴィル・ブラウンは1940年から1948年まで、 カンザスを拠点にしたMidwest Wrestling Association（略称MWA、のちのハート・オブ・アメリカ・スポーツ・アトラクションズ）世界ヘビー級チャンピオンの王座を11度防衛する記録を残した。

### NWA創設以降
1948年、ピンキー・ジョージをはじめとしたプロモーターたちは、新しく創設されたNWAの初代世界ヘビー級チャンピオンにオーヴィル・ブラウンを認定した。ブラウンは当時あった様々な世界ヘビー級王座を、NWAのベルトと統一する計画を実行し始めた。ブラウンはNWA王座を二度防衛したが、1949年11月1日に自動車事故に遭い、引退を余儀なくされた。1949年11月25日に予定されていたルー・テーズとの統一試合はキャンセルされ、王座はルー・テーズに移動した。

### 引退後
引退後、オーヴィル・ブラウンはミズーリ州カンザスシティでプロモーターとなり、NWAが創立した1948年からMidwest Wrestling Association（MWA）をプロモートした。この団体は1958年にボブ・ガイゲルに売却され、ハート・オブ・アメリカ・スポーツ・アトラクションズと名前を変えた。

## 獲得タイトル
ミッドウェスト・レスリング・アソシエーション
- MWA世界ヘビー級王座 : 11回

ナショナル・レスリング・アライアンス
- NWA世界ヘビー級王座 : 1回

その他
- カンザス・ヘビー級王座 : 1回

## 参照
1. 1 2 3 4 5  Orville Brown - biography